# Tōhōsha
Tōhōsha (東方社, littéralement Compagnie de l'Extrême-Orient) est une compagnie de publication japonaise chargée de la propagande extérieure fondée en avril 1941 et dissoute en août 1945. Elle est connue pour avoir publié le magazine Front à partir de 1942.

## Histoire

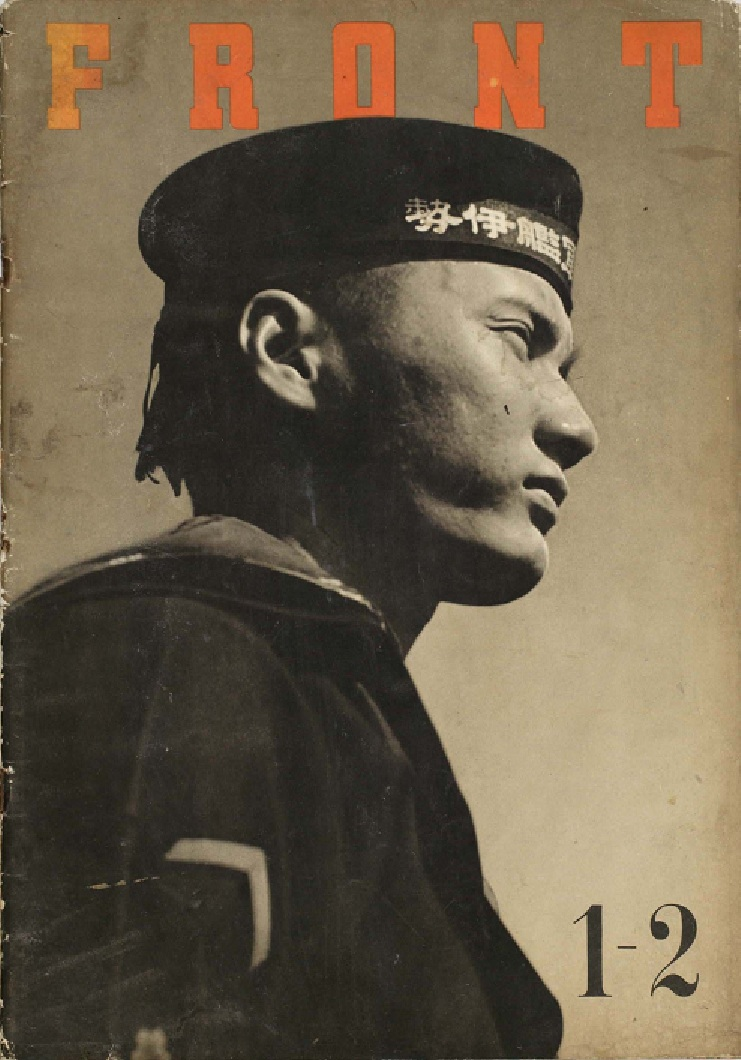
Couverture de Front, 1942.

Tōhōsha est fondée en 1941 par l'acteur Sōzō Okada, très lié à l'État-major de l'Armée impériale japonaise, afin de faire de la propagande en dehors des frontières japonaises,. Dans le même temps, Sōzō Okada dissout le Chūō Kōbō et intègre toute l'équipe dans la compagnie Tōhōsha. Ihei Kimura prend ainsi la tête du département photographique et Hiromu Hara se charge du design,. On trouve parmi les photographes de Tōhōsha Shunkichi Kikuchi, Hiroshi Hamaya et Tsutomu Watanabe (ja).
En janvier 1942, Tōhōsha lance le magazine Front. Dirigé par Hiromu Hara de 1942 à 1945, ce magazine de propagande visant l'extérieur du Japon se caractérise par un style graphique fortement inspiré du design graphique russe.
Tōhōsha est dissoute en août 1945, à la fin de la Seconde guerre mondiale. Ihei Kimura et d'autres membres de l'équipe fondent alors l'éphémère Bunkasha (Compagnie de la Culture),.